# Élection inconditionnelle
Pour les articles homonymes, voir Élection (homonymie).
L’élection inconditionnelle, appelée aussi la double prédestination, est l'enseignement calviniste selon lequel avant que Dieu ait créé le monde, il a choisi de sauver certains individus pour ses propres raisons et en dehors de toute condition liée à ces personnes. L'élection inconditionnelle se fonde sur les doctrines du salut adoptées par Augustin d'Hippone.
Cette doctrine fut codifiée pour la première fois dans la Confessio Belgica (1561), réaffirmée dans les Canons de Dordrecht (1619), et est présente dans les diverses confessions de foi réformées telles que la confession de foi de Westminster (1646). Elle constitue l'un des cinq points du calvinisme et est souvent mise en rapport avec la prédestination.

## Doctrine
Dans la théologie protestante, l'élection est considérée comme un aspect de la prédestination selon laquelle Dieu choisit certains individus pour qu'ils soient sauvés. Ces élus bénéficient de la miséricorde alors que les autres, les réprouvés, subissent la justice sans condition. Cette élection inconditionnelle est par essence en rapport avec le reste des cinq points du calvinisme qui dépendent de la croyance suprême en la souveraineté de Dieu. L'élection inconditionnelle est le choix de Dieu de sauver les hommes indépendamment de leurs péchés ou de toute autre condition. Cela signifie fondamentalement que les actes de Dieu pour nous sauver ne sont pas basés sur ce que l'homme peut faire ou choisit de faire, mais que l'homme est aimé par Dieu sans aucune condition et indépendamment de ses propres actes. L'action de Dieu pour nous sauver est fondée uniquement sur la grâce de Dieu, d'où le fait que l'élection est inconditionnelle.
Dans les églises calvinistes et apparentées (Église vaudoise, anabaptistes, baptistes réformés, etc.), cette élection a été qualifiée d'inconditionnelle parce que le choix de sauver quelqu'un ne dépend d'aucun élément qui soit inhérent à la personne ni d'aucun acte que la personne accomplit ni encore d'aucune croyance dont elle fait preuve. En effet, selon la doctrine de la corruption totale (le premier des cinq points du calvinisme), l'influence du péché a tellement inhibé la volonté de l'individu que personne n'a le désir ni n'est capable de suivre ou de venir à Dieu, excepté par une régénération initiale de l'âme de la personne par Dieu qui lui donne la capacité de l'aimer. Par conséquent, le choix de Dieu dans l'élection est, et peut seulement être, basé sur la propre volonté indépendante et souveraine de Dieu, et non sur les actions prédites des hommes. Les calvinistes scolastiques ont dans le passé débattu du moment précis où, par rapport au décret de la chute de l'homme, Dieu a procédé à l'élection (voir infralapsarianisme et supralapsarianisme). Le calvinisme moderne ne met cependant pas l'accent sur de telles distinctions.
La position réformée est souvent opposée à la doctrine arminienne de l'élection conditionnelle, selon laquelle le choix éternel de Dieu de sauver une personne est conditionné à la connaissance certaine par Dieu des événements futurs, à savoir le fait que certains individus feront preuve de foi et de croyance en la réponse à l'offre du salut par Dieu.

### Passages bibliques
Un certain nombre de passages bibliques sont mis en avant pour appuyer cette doctrine :
- Jean 15:16[7] : « Ce n'est pas vous qui m'avez choisi; mais moi, je vous ai choisis, et je vous ai établis, afin que vous alliez, et que vous portiez du fruit, et que votre fruit demeure, afin que ce que vous demanderez au Père en mon nom, il vous le donne. »
- Actes 13:48[8] : « Les païens se réjouissaient en entendant cela, ils glorifiaient la parole du Seigneur, et tous ceux qui étaient destinés à la vie éternelle crurent. »
- Romains 9:15-16[9] : « Car il dit à Moïse : Je ferai miséricorde à qui je fais miséricorde, et j'aurai compassion de qui j'ai compassion. Ainsi donc, cela ne dépend ni de celui qui veut, ni de celui qui court, mais de Dieu qui fait miséricorde. »
- Romains 9:22-24[10] : « Et que dire, si Dieu, voulant montrer sa colère et faire connaître sa puissance, a supporté avec une grande patience des vases de colère formés pour la perdition, et s'il a voulu faire connaître la richesse de sa gloire envers des vases de miséricorde qu'il a d'avance préparés pour la gloire ? Ainsi nous a-t-il appelés, non seulement d'entre les Juifs, mais encore d'entre les païens, »
- Éphésiens 1:4-5[11] : « En lui Dieu nous a élus avant la fondation du monde, pour que nous soyons saints et irrépréhensibles devant lui, nous ayant prédestinés dans son amour à être ses enfants d'adoption par Jésus Christ, selon le bon plaisir de sa volonté, »
- Éphésiens 1:11[12] : « En lui nous sommes aussi devenus héritiers, ayant été prédestinés suivant la résolution de celui qui opère toutes choses d'après le conseil de sa volonté, »
- Philippiens 1:29[13] : « et cela de la part de Dieu, car il vous a été fait la grâce, par rapport à Christ, non seulement de croire en lui, mais encore de souffrir pour lui, »
- 1 Thessaloniciens 1:4-5[14] : « Nous savons, frères bien-aimés de Dieu, que vous avez été élus, notre Évangile ne vous ayant pas été prêché en paroles seulement, mais avec puissance, avec l'Esprit Saint, et avec une pleine persuasion ; car vous n'ignorez pas que nous nous sommes montrés ainsi parmi vous, à cause de vous. »
- 2 Thessaloniciens 2:13[15] : « Pour nous, frères bien-aimés du Seigneur, nous devons à votre sujet rendre continuellement grâces à Dieu, parce que Dieu vous a choisis dès le commencement pour le salut, par la sanctification de l'Esprit et par la foi en la vérité. »
- 2 Timothée 1:9[16] : « par la puissance de Dieu qui nous a sauvés, et nous a adressé une sainte vocation, non à cause de nos œuvres, mais selon son propre dessein, et selon la grâce qui nous a été donnée en Jésus-Christ avant les temps éternels, »

Certains passages bibliques sont au contraire mis en avant comme preuve que la volonté humaine, et non simplement l'action divine, joue un rôle central dans le salut (voir élection conditionnelle) :
- Deutéronome 30:19[17] : « J'en prends aujourd'hui à témoin contre vous le ciel et la terre : j'ai mis devant toi la vie et la mort, la bénédiction et la malédiction. Choisis la vie, afin que tu vives, toi et ta postérité, »
- Josué 24:15[18] : « Et si vous ne trouvez pas bon de servir l'Éternel, choisissez aujourd'hui qui vous voulez servir, ou les dieux que servaient vos pères au-delà du fleuve, ou les dieux des Amoréens dans le pays desquels vous habitez. Moi et ma maison, nous servirons l'Éternel. »

Les calvinistes interprètent généralement ces premiers passages comme s'intéressant à la perspective divine, et ces deux derniers versets comme se plaçant dans une perspective humaine qui appelle le peuple à répondre au salut que Dieu leur a donné.

## Moyens de l'élection
S'il sauve les hommes d'une manière inconditionnelle, alors Dieu doit leur garantir tous les moyens possibles pour qu'ils soient sauvés. Cela signifie que la vraie foi doit être garantie. La source de cette garantie provient de la valeur infinie de la mort du Christ qui est appliquée à la volonté de Dieu, laquelle inclut le salut d'individus particuliers. Ceci est effectué par le Saint-Esprit qui rend le monde conscient du péché et de la justice. En œuvrant ainsi, le Saint-Esprit est censé ouvrir les cœurs et les yeux. Les pécheurs sont alors à la fois capables et enclins à faire preuve de foi en l'Évangile. La bonté et la grâce de l'Évangile deviennent ainsi irrésistibles pour une personne rationnelle, ce qui la conduit à la foi. C'est le résultat d'une nouvelle nature qui provient du fait d'être né de nouveau ou régénéré par le Saint-Esprit, lequel précède la foi.
Les hommes sont donc sauvés inconditionnellement alors qu'ils sont encore des ennemis de la croix. Pour autant, les pécheurs ne restent pas des ennemis de la croix car l'élection est censée être suivie par : l'appel de Dieu à la foi, la justification par la foi, et la glorification.